# Алькудія-де-Вео

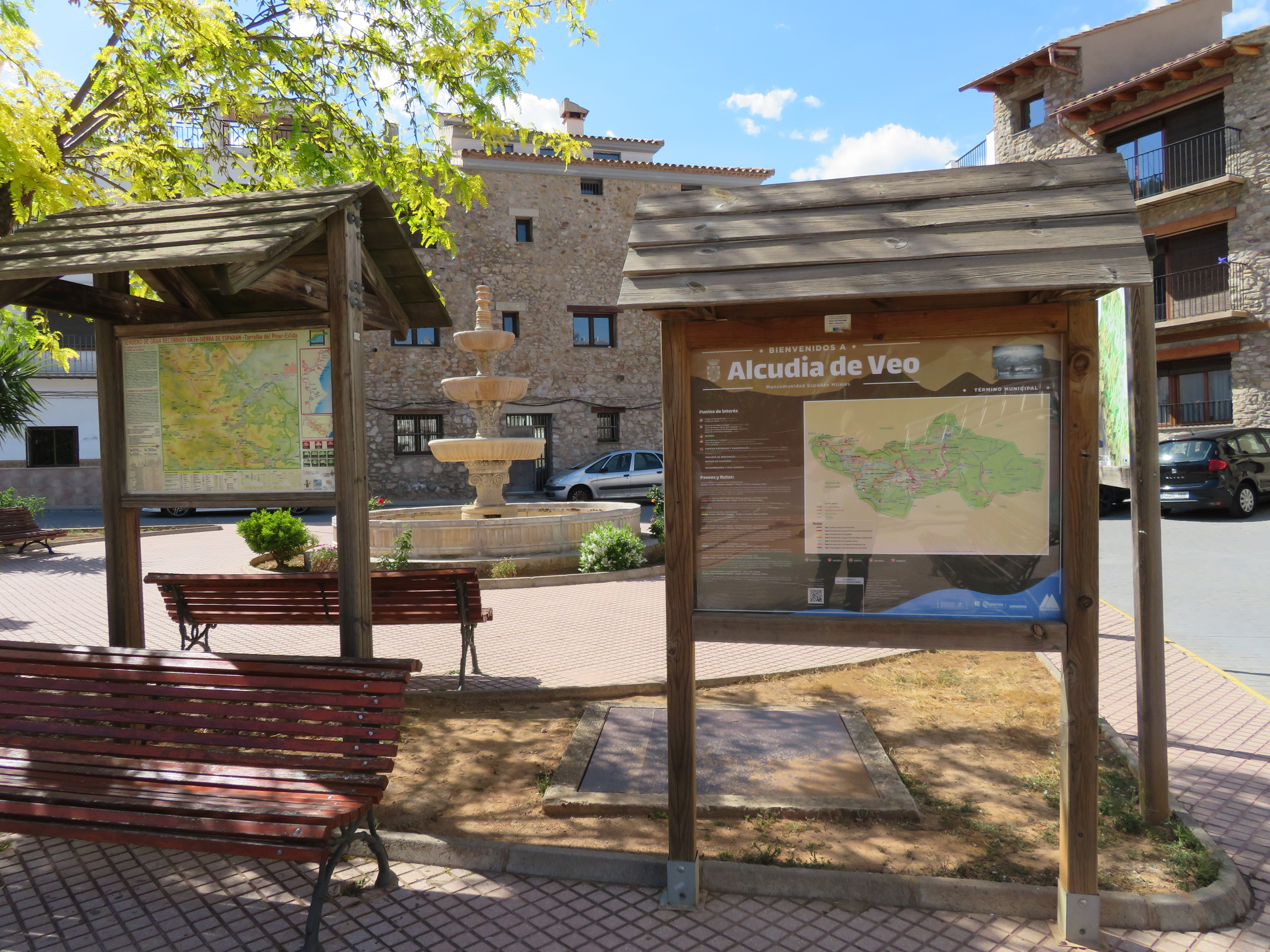
Алькудія-де-Вео, Л'Алкудія-де-Вео (ісп. Alcudia de Veo (офіційна назва), валенс. L'Alcúdia de Veo)

Алькудія-де-Вео, Л'Алкудія-де-Вео (ісп. Alcudia de Veo (офіційна назва), валенс. L'Alcúdia de Veo) — муніципалітет в Іспанії, у складі автономної спільноти Валенсія, у провінції Кастельйон. Населення — 225 осіб (2010).

## Географія
Муніципалітет розташований на відстані близько 290 км на схід від Мадрида, 27 км на захід від міста Кастельйон-де-ла-Плана.
На території муніципалітету розташовані такі населені пункти: (дані про населення за 2010 рік)
- Алькудія-де-Вео: 150 осіб
- Бенітандус: 18 осіб
- Вео: 57 осіб

## Демографія

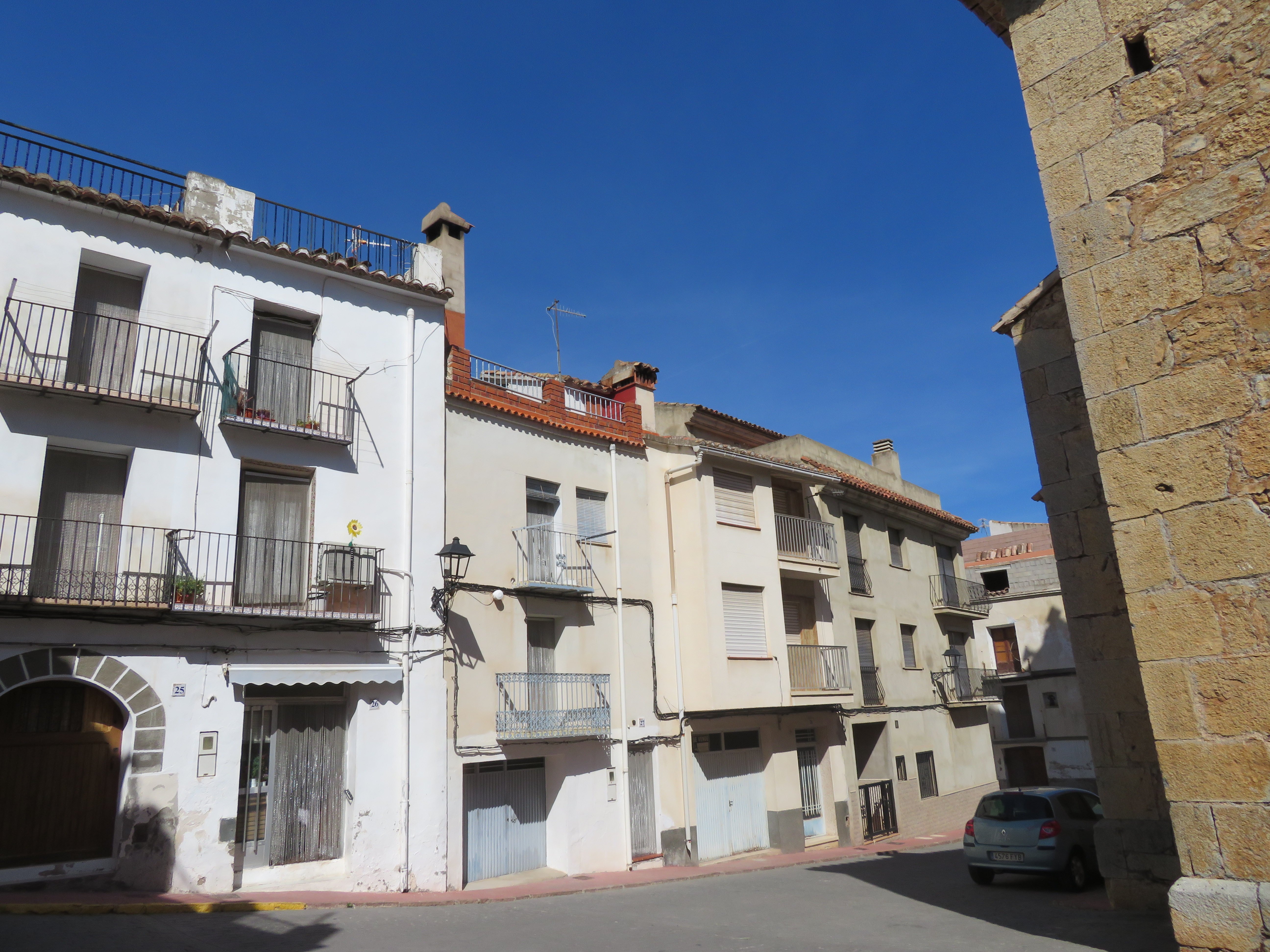
Алькудія-де-Вео, Л'Алкудія-де-Вео (ісп. Alcudia de Veo (офіційна назва), валенс. L'Alcúdia de Veo)

Динаміка населення (INE ):

## Галерея зображень

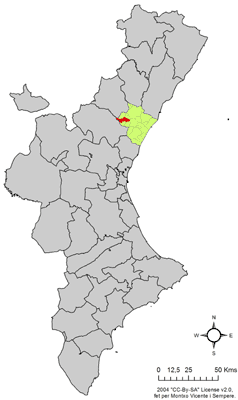
Розташування муніципалітету Алькудія-де-Вео у автономній спільноті Валенсія
Розташування муніципалітету Алькудія-де-Вео у комарці Плана-Баха
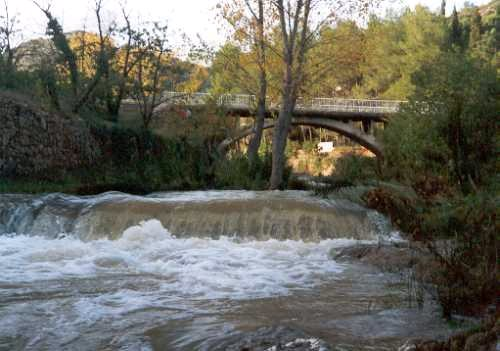
Річка Вео
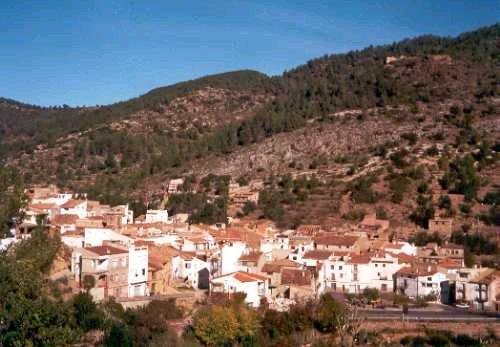
Алькудія-де-Вео
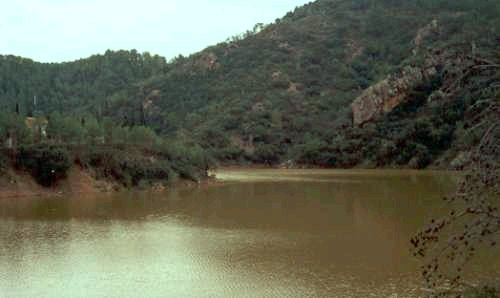
Водосховище Бенітандус